# Georgios Aspiotis
Georgios Aspiotis era un ciclista grec. Va competir als Jocs Olímpics d'Estiu de 1896 d'Atenes.
Aspiotis va competir a la categoria de carretera individual homes, una competició de 87 quilòmetres que portava les ciclistes des d'Atenes fins a Marató. No va acabar en la part superior, encara que el seu lloc exacte es troba entre el quart i el setè lloc, ja que el temps no es van registrar.